# Imitación de hombre
Imitación de Hombre es el título de primer álbum de la cantante boliviana Guísela Santa Cruz lanzado el año 1993 con el cual inicia su carrera musical.

## Ficha Técnica
Arreglos y dirección: Álvaro Vargas
Primera y segunda guitarra: Jorge Suárez
Percusión: Filipo Hernández
Programación Drums. Teclados y guitarra de acompañamiento: Álvaro Vargas
Mezcla y dirección general: Jorge Suárez
Sello: Discolandia
Distribuidor: The Orchard (Sony Music)

## Lista de canciones
1. Imitación de hombre (Fernando Rodríguez / Alfredo Laprovítola)
2. Que te ame (Armando Mazzé)
3. Hombre de mis sueños (Alfredo Laprovítola)
4. No me arrepiento (Fernando Rodríguez / Alfredo Laprovítola)
5. Promesa de Amor (Fernando Rodríguez/ Alfredo Laprovítola)
6. Dame más amor (Alfredo Laprovítola)
7. Por un capricho (Alfredo Laprovítola)
8. Volvamos a empezar (Alfredo Laprovítola)
9. Mi ilusión perdida (Alfredo Laprovítola)
10. Cerrar la puerta a mi pasado (Fernando Rodríguez/ Alfredo Laprovítola)

- Datos: Q5914310